# Kokoszka (Mazovie)
Pour les articles homonymes, voir Kokoszka.
Kokoszka (prononciation : [kɔˈkɔʂka]) est un village polonais de la gmina de Pułtusk dans le powiat de Pułtusk de la voïvodie de Mazovie dans le centre-est de la Pologne.
Il se situe à environ 7 kilomètres au sud-ouest de Pułtusk (siège de la gmina et du powiat) et à 50 kilomètres au nord de Varsovie (capitale de la Pologne).

## Histoire
De 1975 à 1998, le village appartenait administrativement à la voïvodie de Ciechanów.